# Marcel Lisiero
Marcello Louis Lisiero (né le 24 décembre 1918 à Macerata dans les Marches, et mort le 18 avril 2003), également connu sous le nom de Marcel Lisiero, est un joueur de football franco-italien qui évoluait au poste de défenseur, avant de devenir ensuite entraîneur.

## Biographie

### Carrière de joueur
En 1937, il rejoint le club du FC Metz, où il ne reste que deux saisons, avant de faire une pause dans sa carrière à cause de la Seconde Guerre mondiale.
Après la guerre en 1945, il rejoint le club des Girondins de Bordeaux, avec qui il reste trois saisons.